# Château d'Orthez et bords du gave
Château d'Orthez et bords du gave este o arie protejată (sit de importanță comunitară — SCI) din Franța întinsă pe o suprafață de 4.300 ha, integral pe uscat.

## Localizare
Centrul sitului Château d'Orthez et bords du gave este situat la coordonatele 43°28′09″N 0°50′17″W / 43.46917°N 0.83806°V.

## Înființare
Situl Château d'Orthez et bords du gave a fost declarat arie specială de conservare în baza directivei 92/43 din 1992 referitoare la conservarea habitatelor naturale și a faunei și florei sălbatice pentru a proteja 3 specii de animale.

## Biodiversitate
Situată în ecoregiunea atlantică, aria protejată nu include niciun habitat protejat.
La baza desemnării sitului se află mai multe specii protejate de  mamifere (3): liliac cărămiziu (Myotis emarginatus), liliacul mediteranean cu potcoavă (Rhinolophus euryale), liliacul mare cu potcoavă (Rhinolophus ferrumequinum).